# Transmission de données
 (juin 2016).
Si vous disposez d'ouvrages ou d'articles de référence ou si vous connaissez des sites web de qualité traitant du thème abordé ici, merci de compléter l'article en donnant les références utiles à sa vérifiabilité et en les liant à la section « Notes et références ».

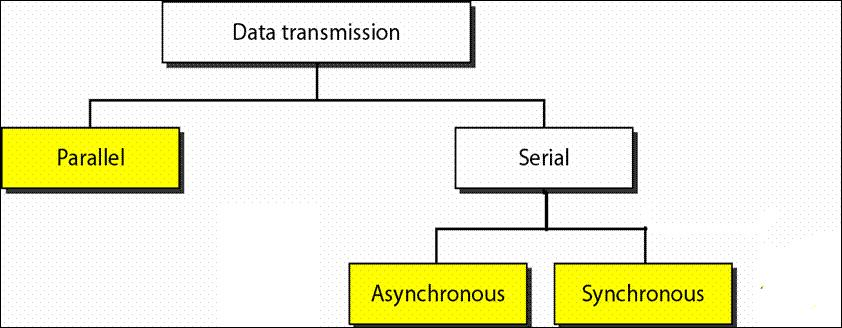
Différents types de traitement de transmission de données.

La transmission de données est le transport de données, quel que soit le type d'information, d'un endroit vers un autre, par un moyen physique ou numérique.

## Histoire
Historiquement, La transmission se faisait par signaux visuels (tel que la fumée ou les sémaphores), sonores (comme le langage sifflé des Canaries), courrier papier avant d'utiliser des signaux numériques comme le code Morse sur des fils en cuivre.
Dans le vocabulaire informatique, cela signifie l'envoi de flux de bits ou octets d'un endroit à un autre en utilisant des technologies, comme le fil de cuivre, la fibre optique, le laser, les ondes radio, ou la lumière infrarouge. Comme exemples concrets, on peut citer l'envoi de données d'un appareil à un autre ou l'accès à un site web qui implique le transfert de données de serveurs web au navigateur d'un utilisateur. Pour avoir accès à Internet, on peut utiliser une paire de modems ou d'autres techniques adaptées au support de transmission utilisé (ADSL, fibre optique, onde radio). Les besoins en matière de communication de données ont rapidement augmenté, en grande partie en raison de l'émergence de réseaux qui relient des systèmes informatiques géographiquement éloignés

## La messagerie électronique
Le courrier électronique constitue une forme de transfert de données très populaire car pratiquement gratuit. Ses possibilités en termes d'émission/réception sont limitées à quelques mégaoctets.

## Le transfert de fichier
Le transfert de fichier utilisant le protocole FTP correspond à un standard Internet permettant de gros volumes. Ce protocole est capable aujourd'hui d'accepter une sécurité du type SSL ou TLS. La plupart des logiciels FTP destinés aux clients ont beaucoup d'options. Ils permettent aux utilisateurs de pouvoir se connecter en simultané à plusieurs destinataires.
À chaque transfert, il est nécessaire pour l’expéditeur de :
- déposer son dossier sur le serveur FTP (en anglais upload) ;
- communiquer (mail, téléphone, etc.), au destinataire, les informations nécessaires pour récupérer les fichiers (URL, mot de passe, nom de l’utilisateur).

Pour le destinataire :
- accéder au site de l'URL communiquée ;
- récupérer le dossier en saisissant le mot de passe ainsi que celui de l’utilisateur (en anglais Download).

Pour l’expéditeur :
- rappeler le destinataire ;
- valider la bonne réception et l’intégrité du dossier ;
- se connecter à nouveau au serveur pour effacer le fichier afin de libérer l’espace disque du serveur.

Les logiciels FTP :
- n'intègrent pas de mécanismes de vérification et de non altération ;
- ne gèrent pas la dématérialisation et la reconstitution des CD, des DVD ;
- manquent d'ergonomie ;

« Les logiciels FTP sont utilisés par 25 % des sociétés pour envoyer des fichiers volumineux »[citation nécessaire].

## Les serveurs médiateurs sur Internet
Le principe est le suivant :
- première étape : l'utilisateur dépose des fichiers via une interface web ;
- deuxième étape : le destinataire souhaitant récupérer les informations se connecte sur le serveur web et récupère le fichier.

Ce mode relationnel constitue un moyen pour transférer aujourd'hui des données numériques via Internet. Les inconvénients sont nombreux :
- en matière de vérification de non altération, le même désavantage subsiste que pour la solution FTP ;
- en cas de dysfonctionnement du serveur intermédiaire, l'utilisateur ne peut pas déposer ses fichiers ;
- en cas d'embouteillage à l'entrée du serveur, le débit devient trop lent ;
- la communication peut être altérée (les cas de coupures pendant la transmission sont nombreux) ;
- cette technique ne gère pas la dématérialisation des médias.

Le procédé de l'utilisation des solutions à base de serveurs intermédiaires de dépôts de fichiers par le web est utilisé à 10 % par les entreprises.

## Les coursiers
La méthode du coursier est relativement fiable, et a l’avantage de ne pas nécessiter de connaissance particulière en informatique. Les inconvénients sont la lenteur et le coût.
Elle est utilisée par 65 % des entreprises et administrations pour envoyer des fichiers volumineux ou sensibles[réf. nécessaire].

## Mode de transmission
Les données peuvent être transmises selon deux modes :
- transmission parallèle : un bus de données avec plusieurs fils en parallèle est utilisé ;
- transmission série : les données et le contrôle sont envoyés les uns après les autres.

Une technique, utilisée entre autres dans certaines cartes graphiques, consiste à combiner les avantages et les inconvénients des deux.
Étant donné les problèmes que pose la liaison de type parallèle, non blindée, c'est la liaison série blindée qui est la plus utilisée. Toutefois, puisqu'un seul fil transporte l'information, il existe un problème de synchronisation entre l'émetteur et le récepteur, c'est-à-dire que le récepteur ne peut pas a priori distinguer les caractères (ou même de manière plus générale les séquences de bits) car les bits sont envoyés successivement. Il existe donc deux types de transmission permettant de remédier à ce problème.

### Transmission asynchrone
L'émetteur émet le signal d'horloge et l'information en même temps sur la même ligne, la trame de transmission de l'information doit être assez longue. La liaison asynchrone, dans laquelle chaque caractère est émis de façon irrégulière dans le temps (par exemple un utilisateur envoyant en temps réel des caractères saisis au clavier). Ainsi, imaginons qu'un seul bit soit transmis pendant une longue période de silence... le récepteur ne pourrait savoir s'il s'agit de 00010000, ou 10000000 ou encore 00000100... Afin de remédier à ce problème, chaque caractère est précédé d'une information indiquant le début de la transmission du caractère (l'information de début d'émission est appelée bit START) et terminé par l'envoi d'une information de fin de transmission (appelée bit STOP, il peut éventuellement y avoir plusieurs bits STOP).

### Transmission synchrone
La liaison synchrone, dans laquelle émetteur et récepteur sont cadencés à la même horloge. Le récepteur reçoit de façon continue (même lorsqu'aucun bit n'est transmis) les informations au rythme où l'émetteur les envoie. C'est pourquoi il est nécessaire qu'émetteur et récepteur soient cadencés à la même vitesse. De plus, des informations supplémentaires sont insérées afin de garantir l'absence d'erreurs lors de la transmission.
Lors d'une transmission synchrone, les bits sont envoyés de façon successive sans séparation entre deux caractères, il est donc nécessaire d'insérer des éléments de synchronisation, on parle alors de synchronisation au niveau caractère.
Le principal inconvénient de la transmission synchrone est la reconnaissance des informations au niveau du récepteur, car il peut exister des différences entre les horloges de l'émetteur et du récepteur. C'est pourquoi chaque envoi de données doit se faire sur une période assez longue pour que le récepteur la distingue. Ainsi, la vitesse de transmission ne peut pas être très élevée dans une liaison synchrone.

## Circuit de transmission de données
En télécommunication, un circuit de transmission de données représente les moyens (matériel et logiciel) de transférer des informations entre des équipements terminaux (ETTD).
Remarque 1 : un circuit de transmission de données inclut tous types de matériel de conversion de données requis et les systèmes de signalisation associés.
Remarque 2 : un circuit de transmission de données peut transférer de l’information dans : (a) un sens seulement (simplex), (b) dans n’importe quel sens mais dans un seul sens à la fois (half duplex), ou (c) dans les deux sens simultanément (full duplex). Voir duplex (canal de communication).